# Nogent-le-Phaye
Pour les articles homonymes, voir Nogent.
Nogent-le-Phaye [nɔʒɑ̃ lə fɛ] est une commune française située dans le département d'Eure-et-Loir, en région Centre-Val de Loire.

## Géographie

### Situation
Nogent-le-Phaye est un village situé à 9 km à l'est de l'agglomération chartraine. Entourée de champs, mais aussi de bois, le village est baigné par un ruisseau "La Branche" et par une petite rivière "La Roguenette", qui rejoint l'Eure à Saint-Prest.

Situation géographique
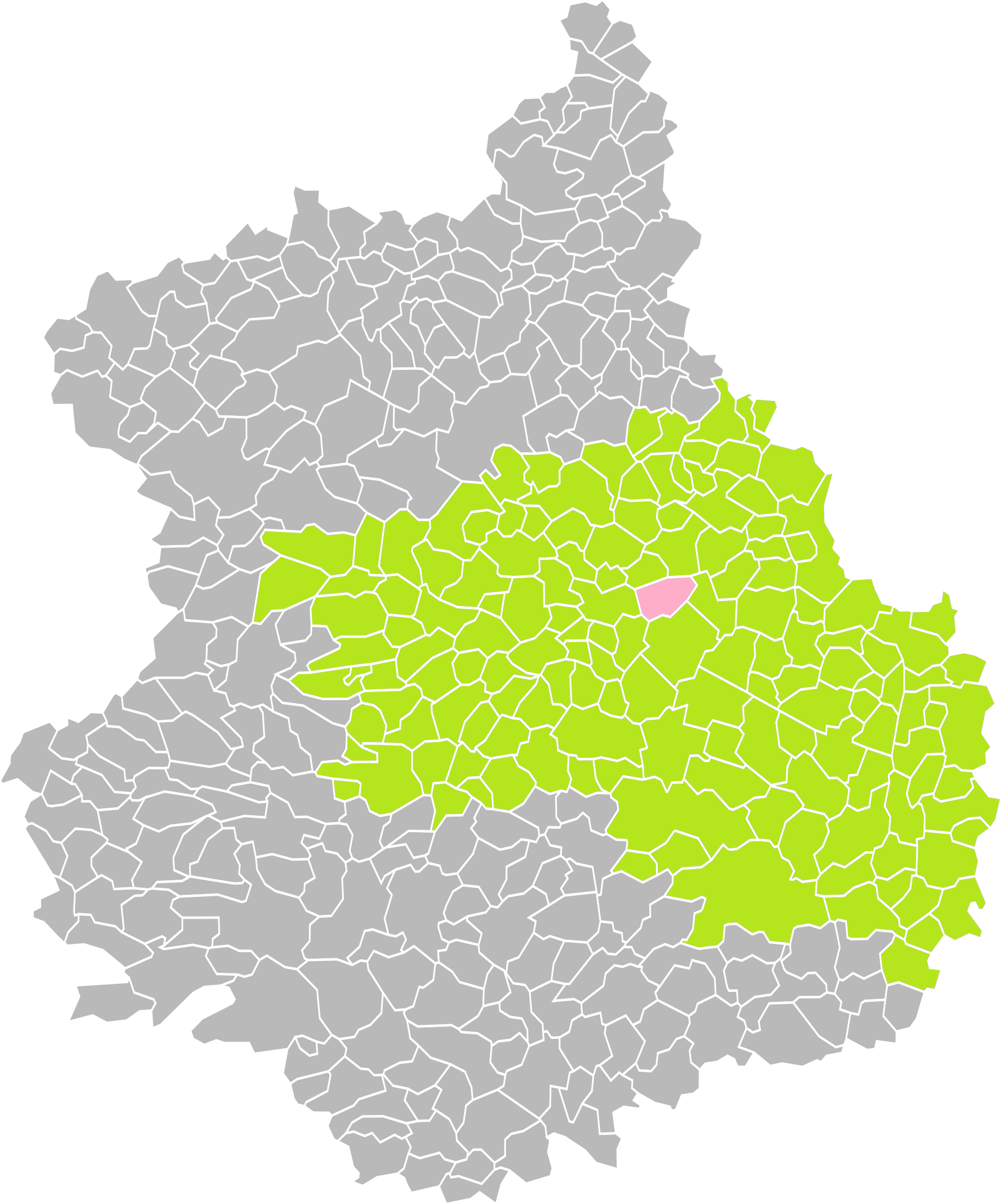
Nogent-le-Phaye dans son arrondissement.
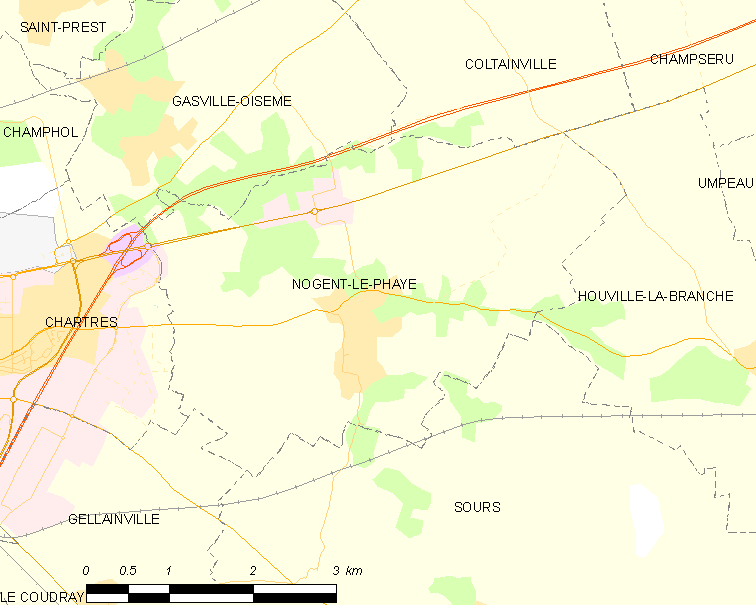
Carte de la commune de Nogent-le-Phaye.

### Communes limitrophes
| Gasville-Oisème | Gasville-Oisème | Coltainville        |
| Chartres        | Nogent-le-Phaye | Houville-la-Branche |
| Gellainville    | Sours           | Sours               |

### Lieux-dits et écarts
- Bois-Paris, sur la route nationale 10 ;
- Villiers-le-Bois : voir également Villiers-le-Bois (homonymie) ;
- Archevilliers.

### Hydrographie
En provenance de Sours, la commune est traversée par la rivière la Roguenette, affluent en rive droite de l'Eure, sous-affluent du fleuve la Seine. Avant de rejoindre Oisème, la Roguenette est alimentée par son affluent la Branche, dont la source est dans la commune voisine d'Houville-la-Branche.

### Climat
Pour des articles plus généraux, voir Climat du Centre-Val de Loire et Climat d'Eure-et-Loir.
En 2010, le climat de la commune est de type climat océanique dégradé des plaines du Centre et du Nord, selon une étude du CNRS s'appuyant sur une série de données couvrant la période 1971-2000. En 2020, Météo-France publie une typologie des climats de la France métropolitaine dans laquelle la commune est exposée à un climat océanique altéré et est dans la région climatique  Sud-ouest du bassin Parisien, caractérisée par une faible pluviométrie, notamment au printemps (120 à 150 mm) et un hiver froid (3,5 °C). 
Pour la période 1971-2000, la température annuelle moyenne est de 10,6 °C, avec une amplitude thermique annuelle de 14,7 °C. Le cumul annuel moyen de précipitations est de 625 mm, avec 10,6 jours de précipitations en janvier et 7,7 jours en juillet. Pour la période 1991-2020, la température moyenne annuelle observée sur la station météorologique de Météo-France la plus proche, sur la commune de Sours à 4 km à vol d'oiseau, est de 11,6 °C et le cumul annuel moyen de précipitations est de 587,6 mm,. Pour l'avenir, les paramètres climatiques de la commune estimés pour 2050 selon différents scénarios d'émission de gaz à effet de serre sont consultables sur un site dédié publié par Météo-France en novembre 2022.

## Urbanisme

### Typologie
Au 1er janvier 2024, Nogent-le-Phaye est catégorisée bourg rural, selon la nouvelle grille communale de densité à 7 niveaux définie par l'Insee en 2022.
Elle est située hors unité urbaine. Par ailleurs la commune fait partie de l'aire d'attraction de Chartres, dont elle est une commune de la couronne,. Cette aire, qui regroupe 117 communes, est catégorisée dans les aires de 50 000 à moins de 200 000 habitants,.

### Occupation des sols
L'occupation des sols de la commune, telle qu'elle ressort de la base de données européenne d’occupation biophysique des sols Corine Land Cover (CLC), est marquée par l'importance des territoires agricoles (73,7 % en 2018), en diminution par rapport à 1990 (76,6 %). La répartition détaillée en 2018 est la suivante : 
terres arables (73,7 %), forêts (15,4 %), zones urbanisées (6,2 %), zones industrielles ou commerciales et réseaux de communication (4,7 %). L'évolution de l’occupation des sols de la commune et de ses infrastructures peut être observée sur les différentes représentations cartographiques du territoire : la carte de Cassini (XVIIIe siècle), la carte d'état-major (1820-1866) et les cartes ou photos aériennes de l'IGN pour la période actuelle (1950 à aujourd'hui).

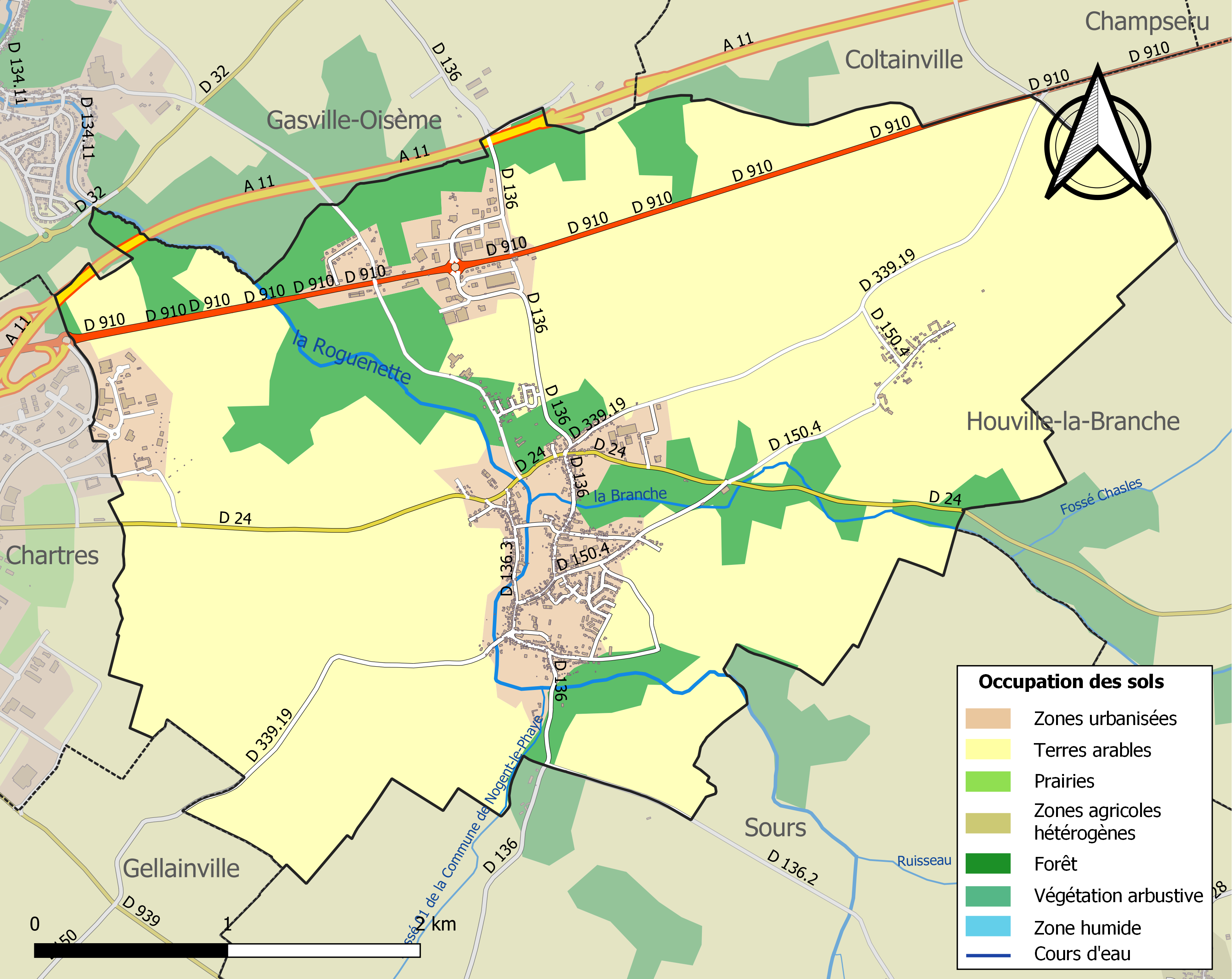
Carte des infrastructures et de l'occupation des sols de la commune en 2018 (CLC).

### Risques majeurs
Le territoire de la commune de Nogent-le-Phaye est vulnérable à différents aléas naturels : météorologiques (tempête, orage, neige, grand froid, canicule ou sécheresse), inondations, mouvements de terrains et séisme (sismicité très faible). Il est également exposé à un risque technologique, le transport de matières dangereuses. Un site publié par le BRGM permet d'évaluer simplement et rapidement les risques d'un bien localisé soit par son adresse soit par le numéro de sa parcelle.

#### Risques naturels
Certaines parties du territoire communal sont susceptibles d’être affectées par le risque d’inondation par débordement de cours d'eau et par une crue à  débordement lent de cours d'eau, notamment la Roguenette. La commune a été reconnue en état de catastrophe naturelle au titre des dommages causés par les inondations et coulées de boue survenues en 1999 et 2016,.

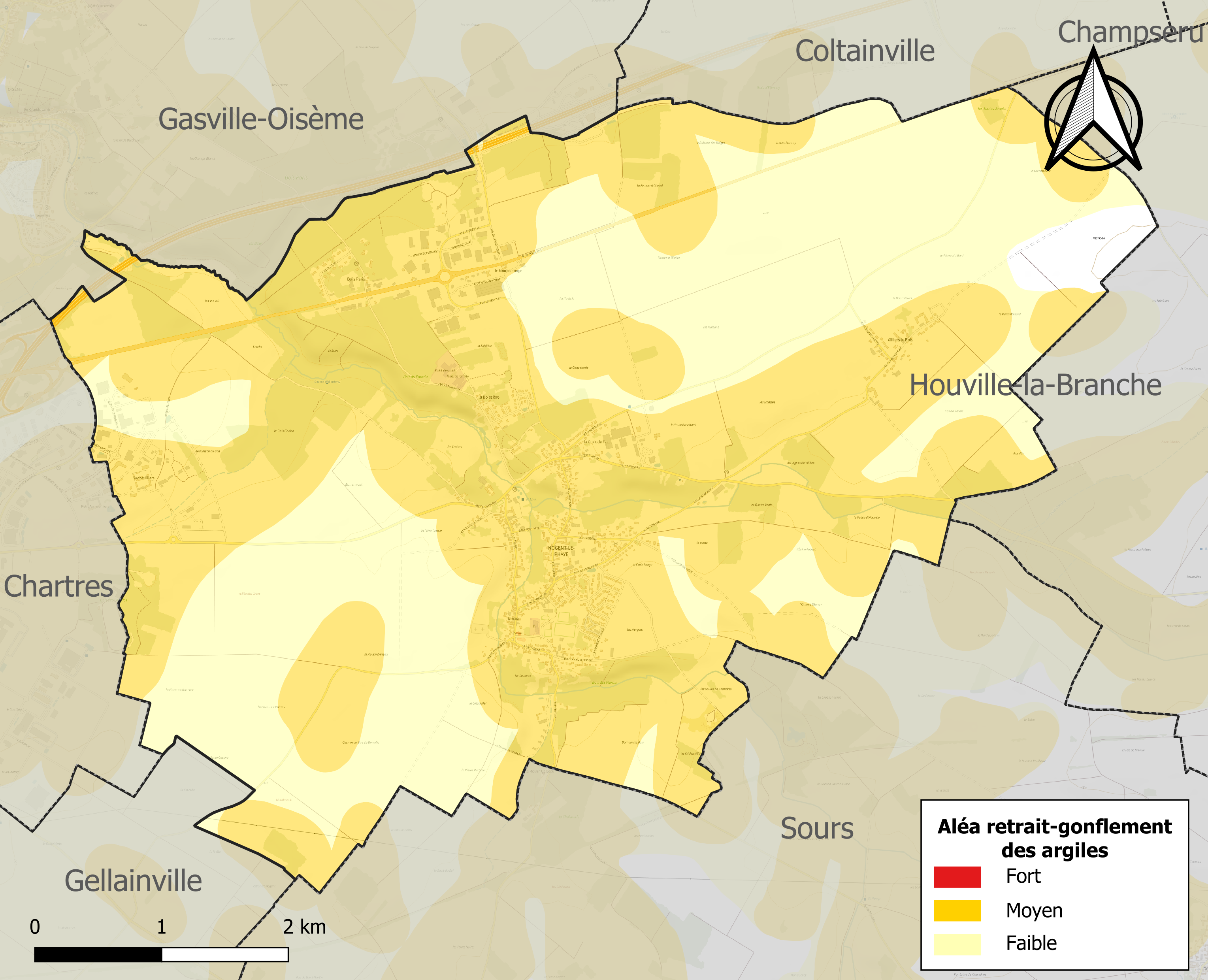
Carte des zones d'aléa retrait-gonflement des sols argileux de Nogent-le-Phaye.

Les mouvements de terrains susceptibles de se produire sur la commune sont des mouvements de sols liés à la présence d'argile et des effondrements généralisés de terrains.
Le retrait-gonflement des sols argileux est susceptible d'engendrer des dommages importants aux bâtiments en cas d’alternance de périodes de sécheresse et de pluie. 63 % de la superficie communale est en aléa moyen ou fort (52,8 % au niveau départemental et 48,5 % au niveau national). Sur les 583 bâtiments dénombrés sur la commune en 2019, 582 sont en aléa moyen ou fort, soit 100 %, à comparer aux 70 % au niveau départemental et 54 % au niveau national. Une cartographie de l'exposition du territoire national au retrait gonflement des sols argileux est disponible sur le site du BRGM,.
Concernant les mouvements de terrains, la commune a été reconnue en état de catastrophe naturelle au titre des dommages causés par la sécheresse en 1989 et par des mouvements de terrain en 1999.

#### Risques technologiques
Le risque de transport de matières dangereuses sur la commune est lié à sa traversée par des infrastructures routières ou ferroviaires importantes ou la présence d'une canalisation de transport d'hydrocarbures. Un accident se produisant sur de telles infrastructures est en effet susceptible d’avoir des effets graves au bâti ou aux personnes jusqu’à 350 m, selon la nature du matériau transporté. Des dispositions d’urbanisme peuvent être préconisées en conséquence.

## Toponymie
Le nom de la localité est attesté sous les formes de Nogento à l'époque mérovingienne.
Ce toponyme, comme la plupart des Nogent de France vient de novio-, élément gaulois signifiant "nouveau", et le suffixe *-entum indiquant un village, un habitat ; soit « le nouveau village ».
Novigentum le Feis vers 1180, le-feis, c'est-à-dire le fisc, probablement une perception routière avant l'entrée à Chartres.

## Histoire

### Ancien Régime
La récolte 1693 fut médiocre à cause des conditions climatiques, s'ensuivit en 1694 une famine et son lot de malheurs, les épidémies. On estime que 1 300 000 personnes moururent en France sur 20 millions d'habitants. Nogent-le-Phaye n'échappa pas à la famine : pour 15 naissances il y eut 57 décès, dont une enfant dévorée par un loup.

### Révolution française et Empire
Le dimanche 13 juillet 1788, peu après 7 heures du matin, un terrible orage a dévasté Nogent-le-Phaye et d'autres paroisses. En l'espace de cinq minutes, la moisson qui devait commencer quelques jours plus tard a été perdue et les raisins hachés sur pied. On ne compte plus les maisons dont le toit a été percé ou emporté. Même l'église est touchée.
Les vignes de Nogent-le-Phaye ont aussi gelé pendant l'hiver 1789, n'ont rien donné en 1790 et à nouveau gelé en grande partie le 14 juin 1791.
Plusieurs notaires ont exercé dans la commune, le dernier fut Louis Tasse, tabellion, puis notaire, de 1779 jusqu'en 1801, date à laquelle l'office notarial de Nogent-le-Phaye fut supprimé, ses actes furent alors déposés chez Maître Delion, notaire à Sours.

### Époque contemporaine

#### XIXesiècle
En 1909, le terrain d'aviation de Chartres (future base aérienne 122 Chartres-Champhol) débute des activités aéronautiques prestigieuses sur le terrain de la commune, entre Nogent-le-Phaye et Sours. Il s'installe sur le site de Champhol en 1922, jusqu'à sa fermeture, en 1997, la piste d'aviation demeurant civile.

## Politique et administration

### Liste des maires
| Période                                  | Période      | Identité            | Étiquette | Qualité                     |
| ---------------------------------------- | ------------ | ------------------- | --------- | --------------------------- |
| 1983                                     | 1999         | Armand May          | -         | -                           |
| Mars 2001                                | Mars 2014    | Jean-Claude Richard | -         | -                           |
| Mars 2014                                | Juillet 2020 | Brigitte Franchet   | DVD       | Retraitée Fonction publique |
| Juillet 2020                             | En cours     | Benjamin Beyssac    |           |                             |
| Les données manquantes sont à compléter. |              |                     |           |                             |

## Population et société

### Démographie
L'évolution du nombre d'habitants est connue à travers les recensements de la population effectués dans la commune depuis 1793. Pour les communes de moins de 10 000 habitants, une enquête de recensement portant sur toute la population est réalisée tous les cinq ans, les populations de référence des années intermédiaires étant quant à elles estimées par interpolation ou extrapolation. Pour la commune, le premier recensement exhaustif entrant dans le cadre du nouveau dispositif a été réalisé en 2007.

En 2022, la commune comptait 1 463 habitants, en évolution de +2,67 % par rapport à 2016 (Eure-et-Loir : −0,23 %, France hors Mayotte : +2,11 %).
| 1793 | 1800 | 1806 | 1821 | 1831 | 1836 | 1841 | 1846 | 1851 |
| ---- | ---- | ---- | ---- | ---- | ---- | ---- | ---- | ---- |
| 720  | 733  | 807  | 780  | 807  | 846  | 844  | 880  | 855  |

| 1856 | 1861 | 1866 | 1872 | 1876 | 1881 | 1886 | 1891 | 1896 |
| ---- | ---- | ---- | ---- | ---- | ---- | ---- | ---- | ---- |
| 892  | 850  | 826  | 800  | 806  | 802  | 815  | 762  | 711  |

| 1901 | 1906 | 1911 | 1921 | 1926 | 1931 | 1936 | 1946 | 1954 |
| ---- | ---- | ---- | ---- | ---- | ---- | ---- | ---- | ---- |
| 682  | 675  | 641  | 559  | 561  | 555  | 585  | 605  | 570  |

| 1962 | 1968 | 1975 | 1982 | 1990  | 1999  | 2006  | 2007  | 2012  |
| ---- | ---- | ---- | ---- | ----- | ----- | ----- | ----- | ----- |
| 571  | 577  | 833  | 879  | 1 004 | 1 196 | 1 284 | 1 296 | 1 348 |

| 2017  | 2022  | - | - | - | - | - | - | - |
| ----- | ----- | - | - | - | - | - | - | - |
| 1 472 | 1 463 | - | - | - | - | - | - | - |

## Économie
Ce village bénéficie de l'influence économique de la préfecture eurélienne, Chartres. Le territoire de la commune englobe l'échangeur autoroutier "Chartres Est", véritable atout économique du village. Ainsi, dans la continuité de la RD 910 (anciennement RN 10), plusieurs entreprises, profitant d'une imposition plus souple[réf. souhaitée], se sont installées au lieu-dit le Bois Paris, créant ainsi une petite zone artisanale et industrielle.

## Culture locale et patrimoine

### Lieux et monuments

#### Église Saint-Pierre-et-Saint-Paul
L'église Saint-Pierre-et-Saint-Paul date du XIIe siècle.

L'église Saint-Pierre-et-Saint-Paul
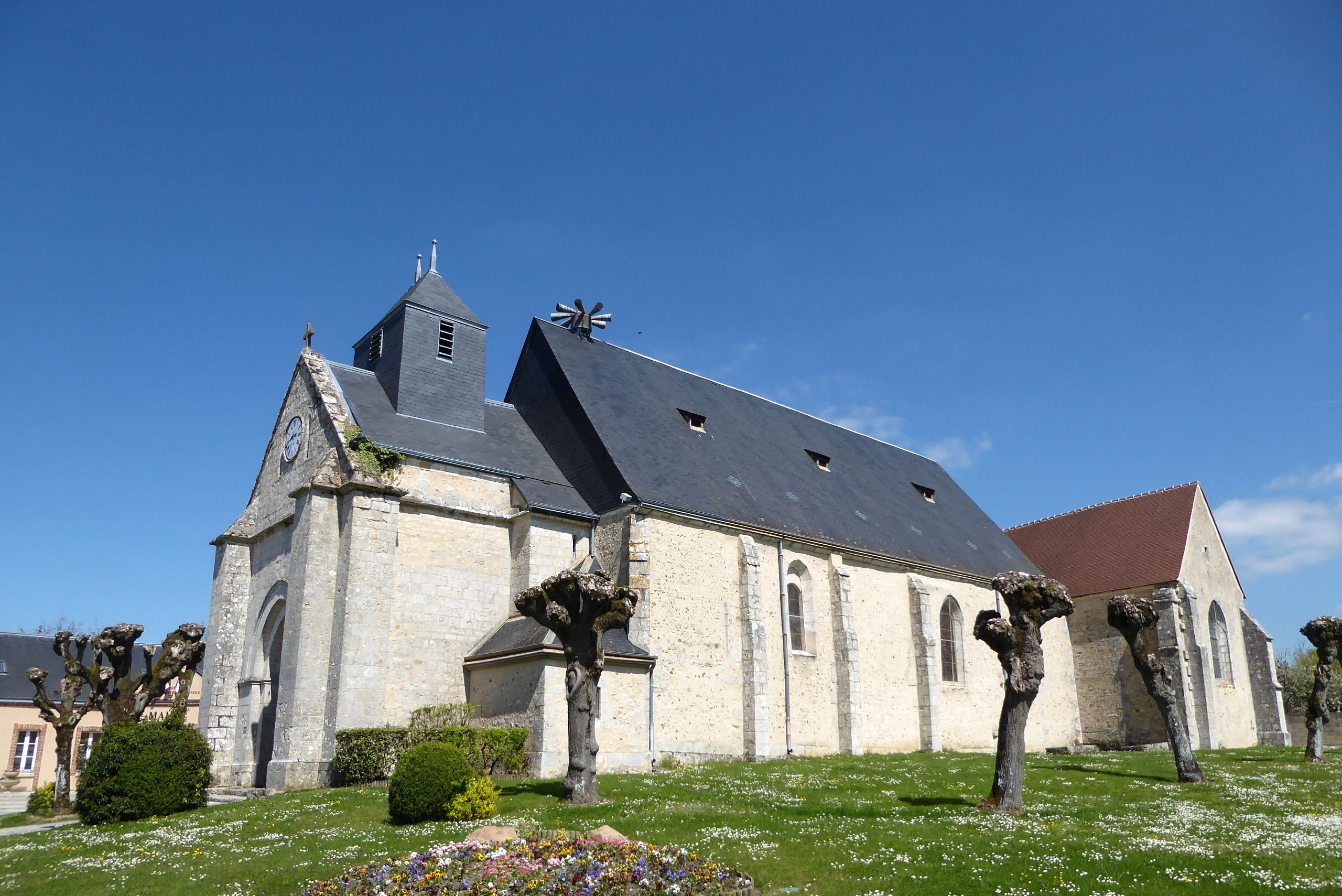
Ensemble sud-ouest.
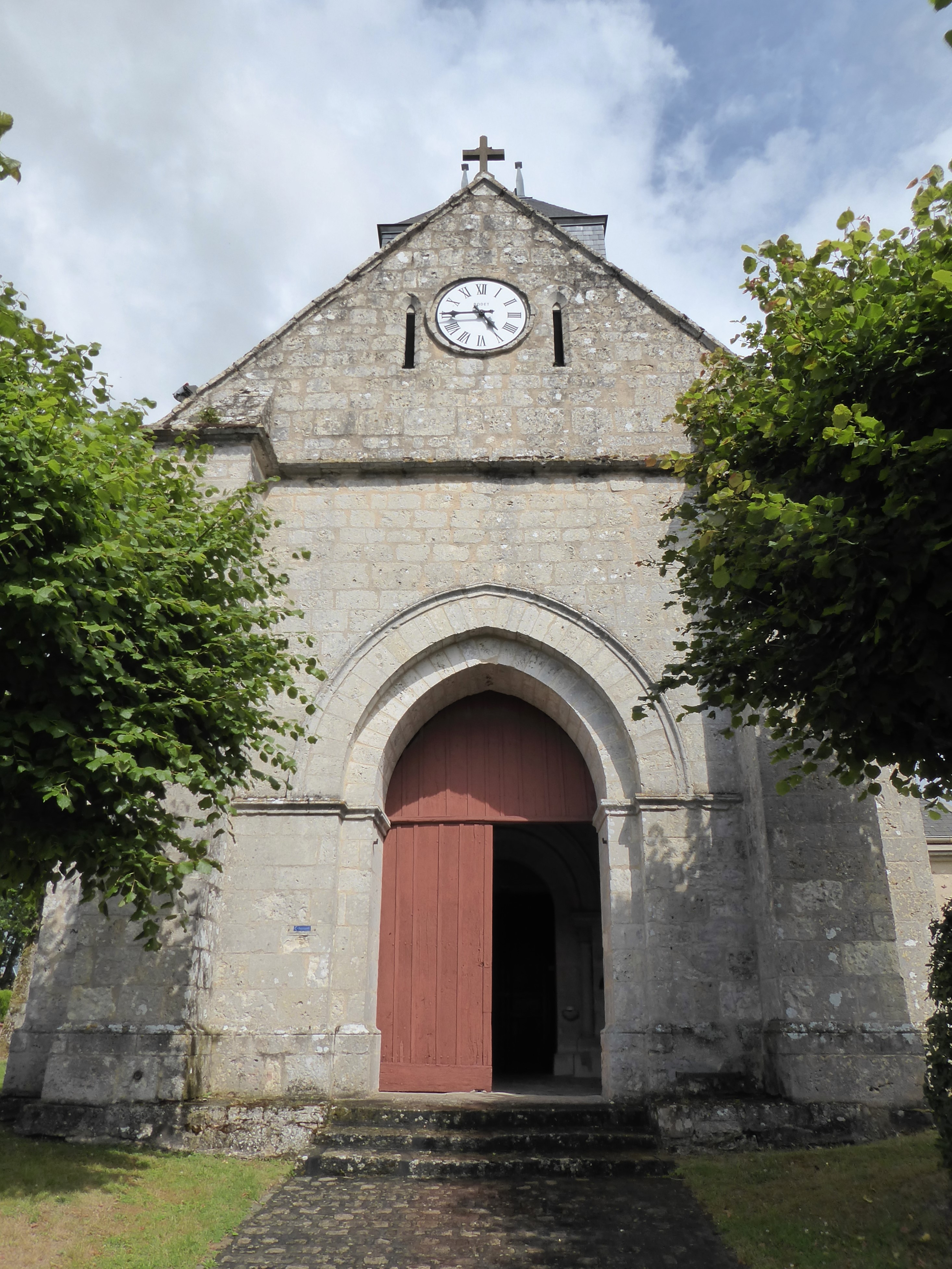
Portail ouest.
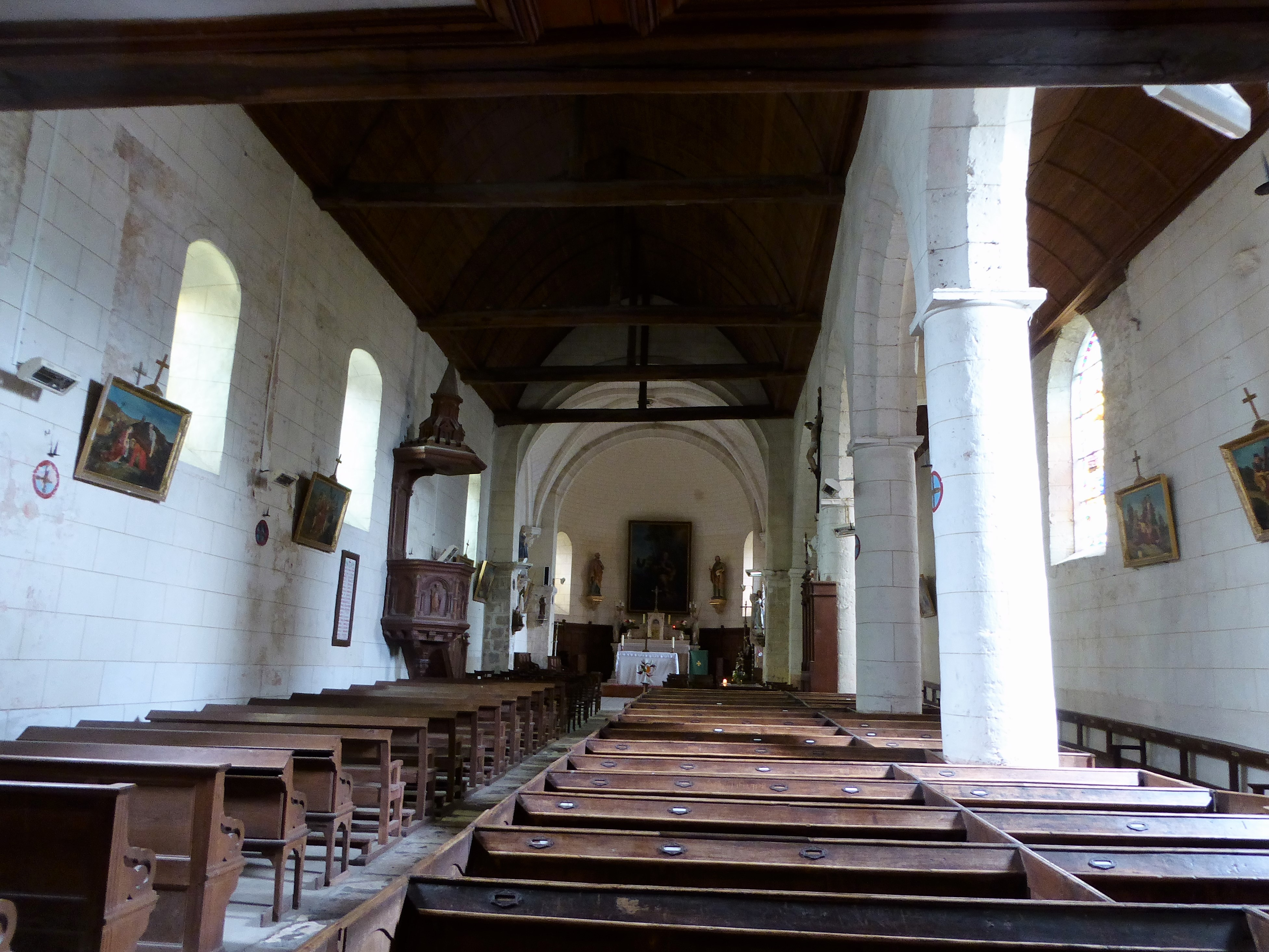
Nef, bans clos et collatéral sud.
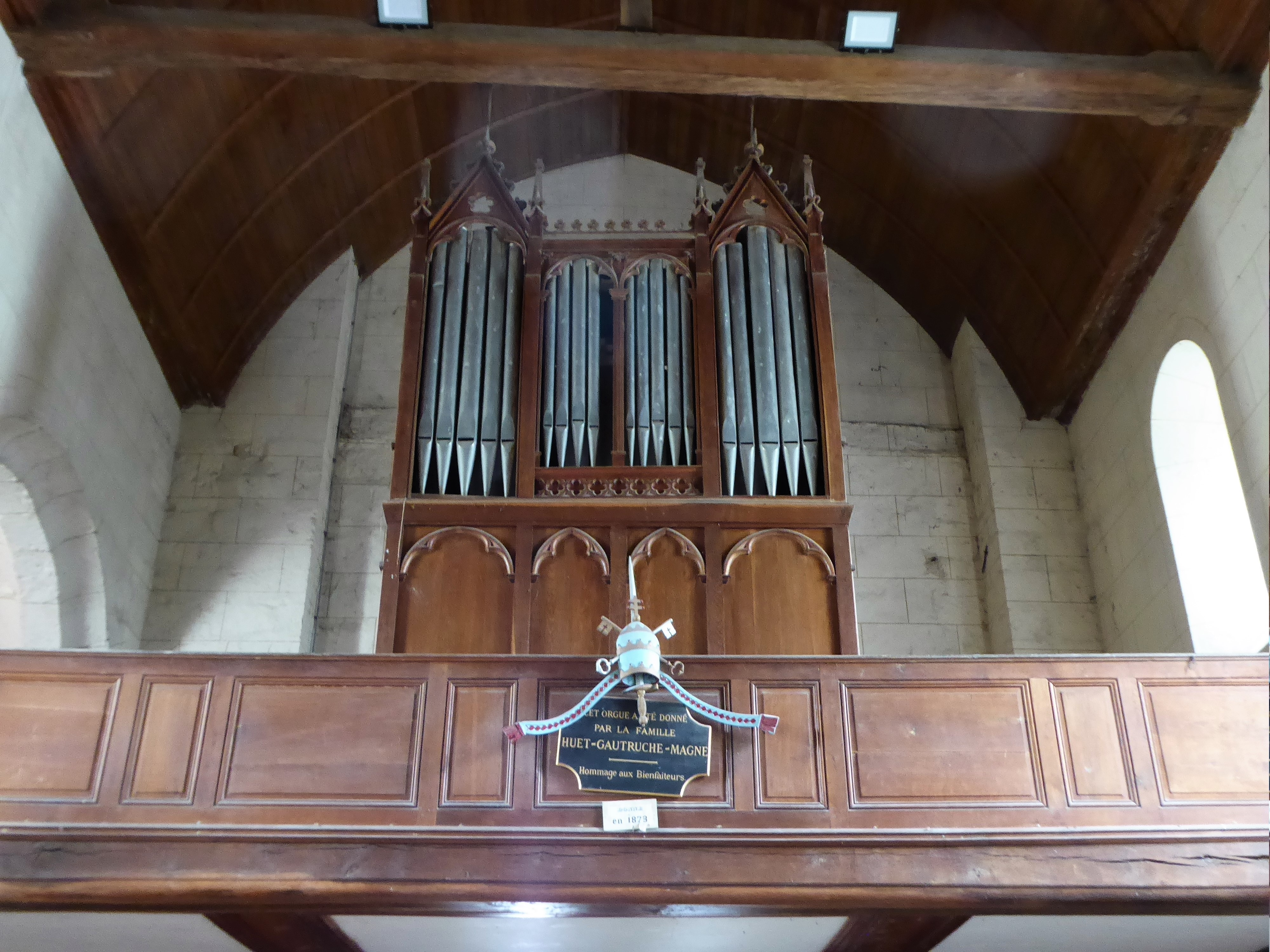
Orgue de tribune.
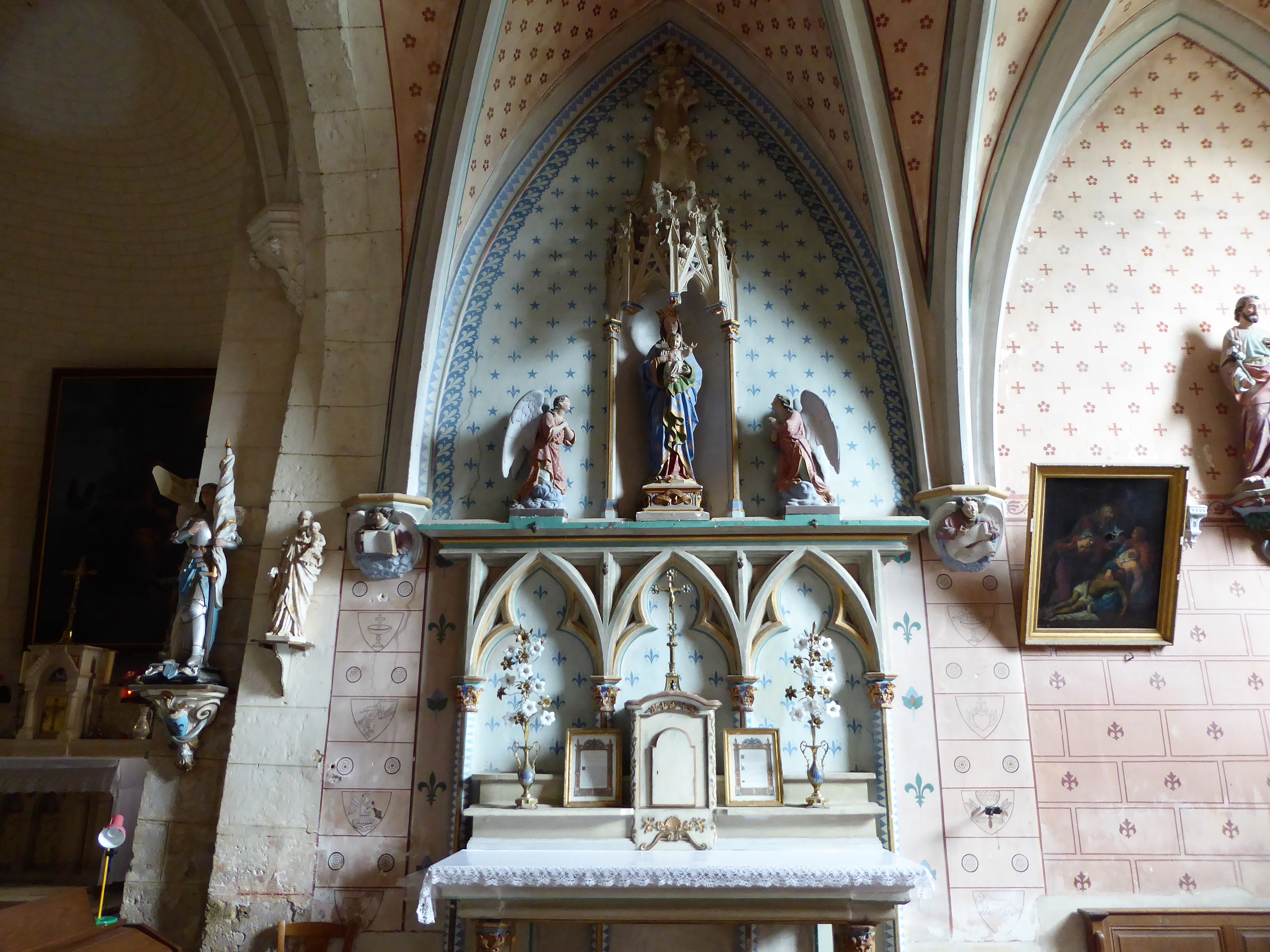
Autel du collatéral sud.

Les vitraux de Charles Lorin
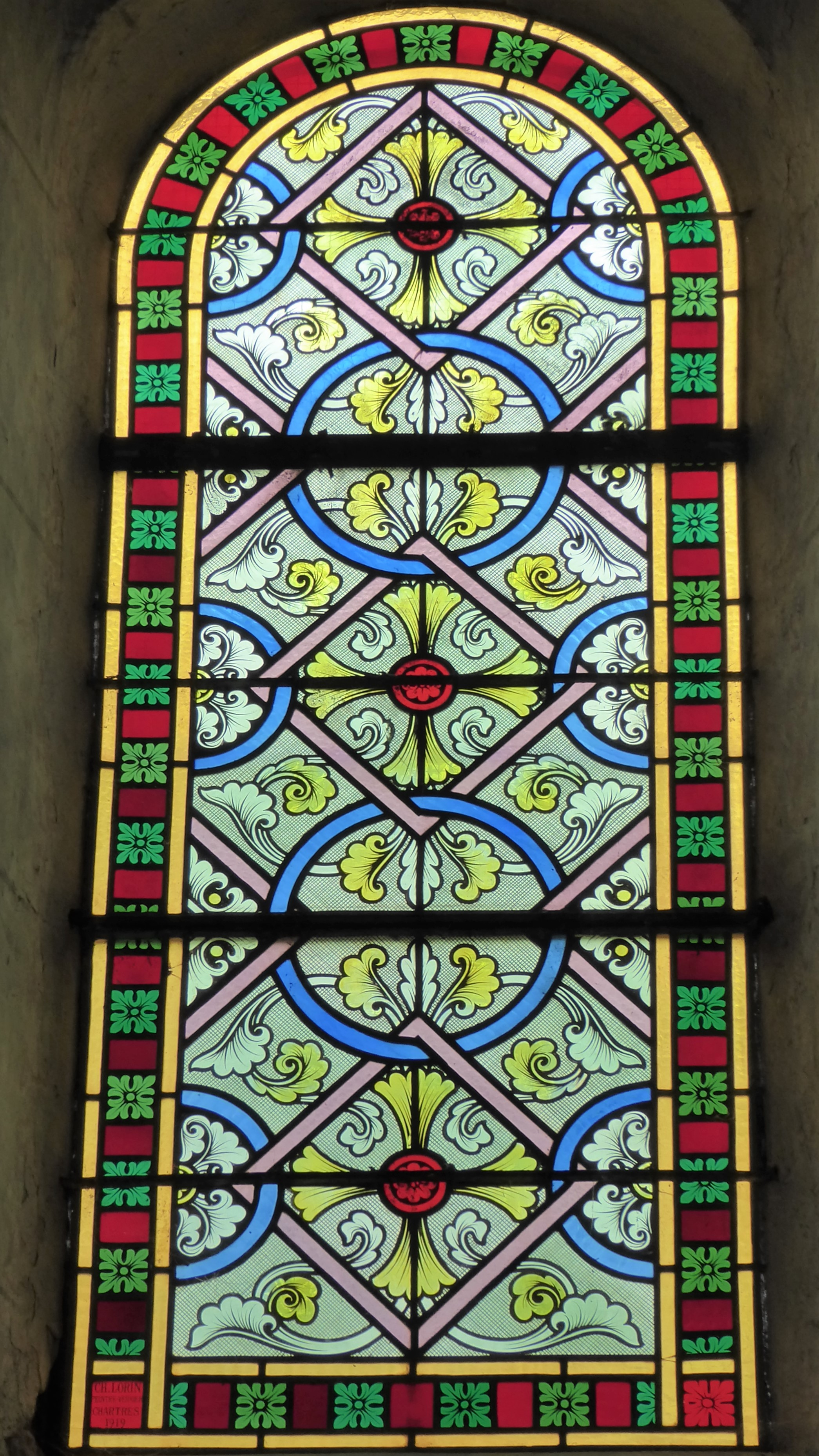
Vitrail à motifs géométriques, 1919.
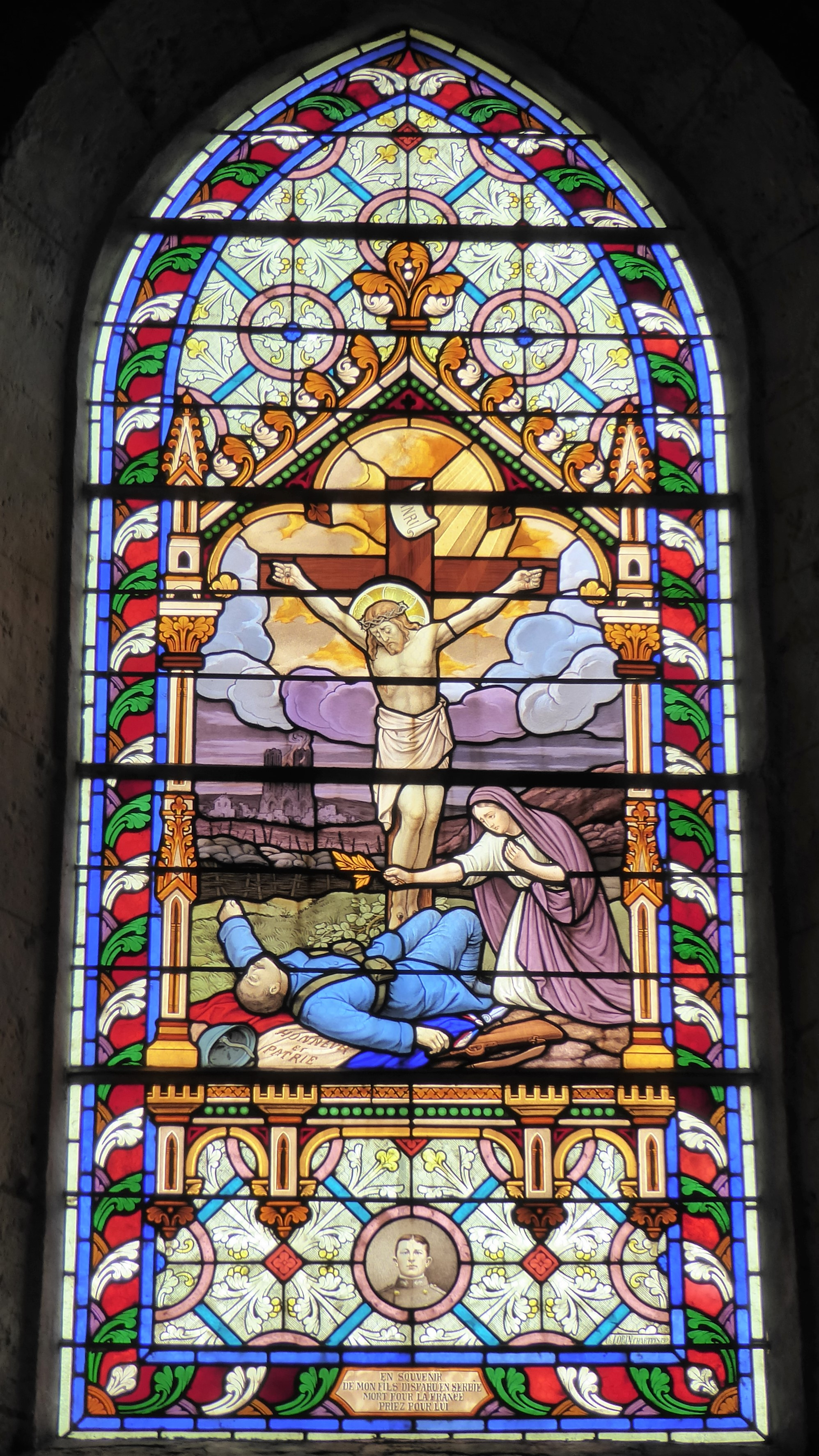
Vitrail du souvenir, 192x.
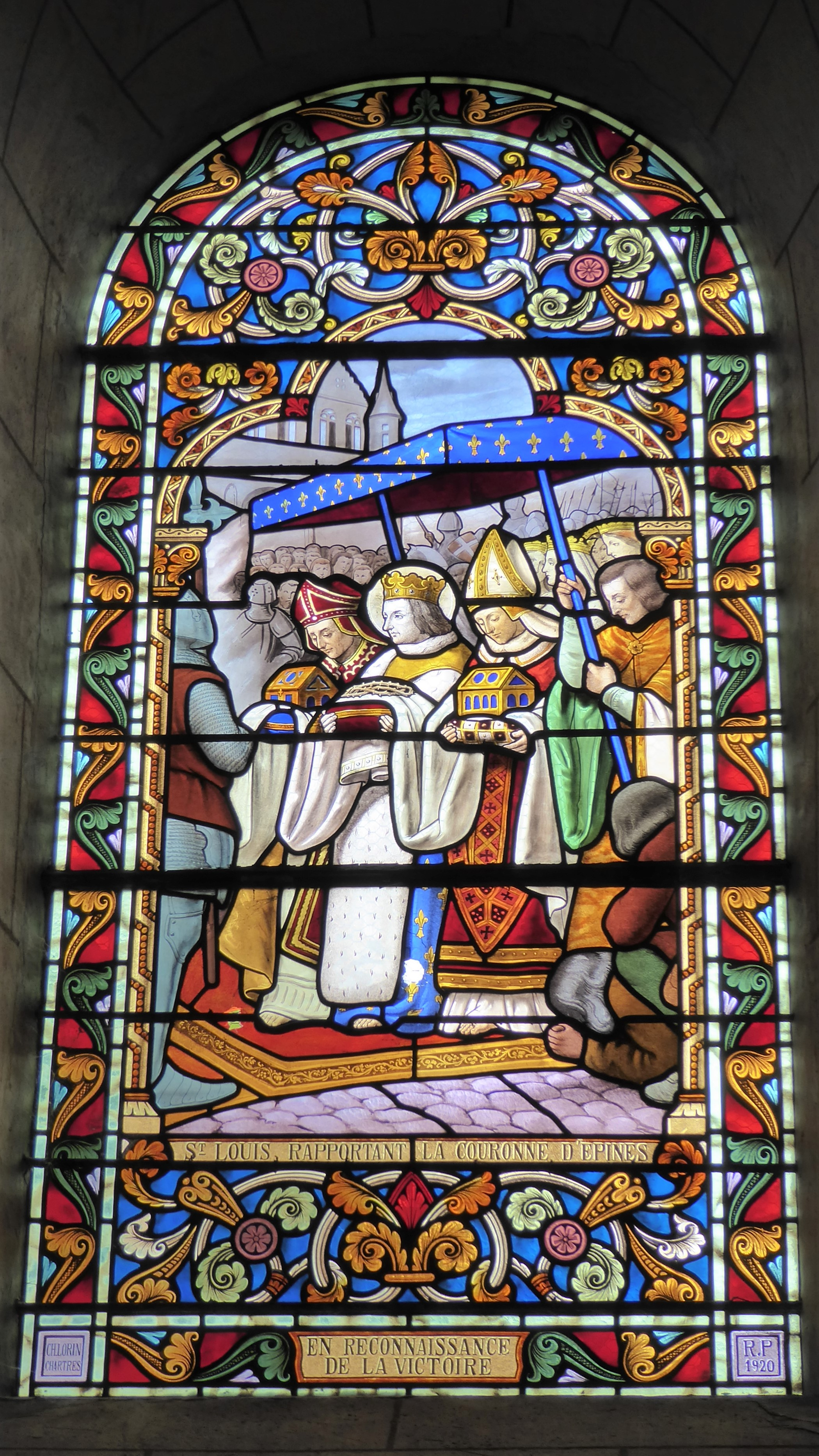
Vitrail Saint Louis, 1920.
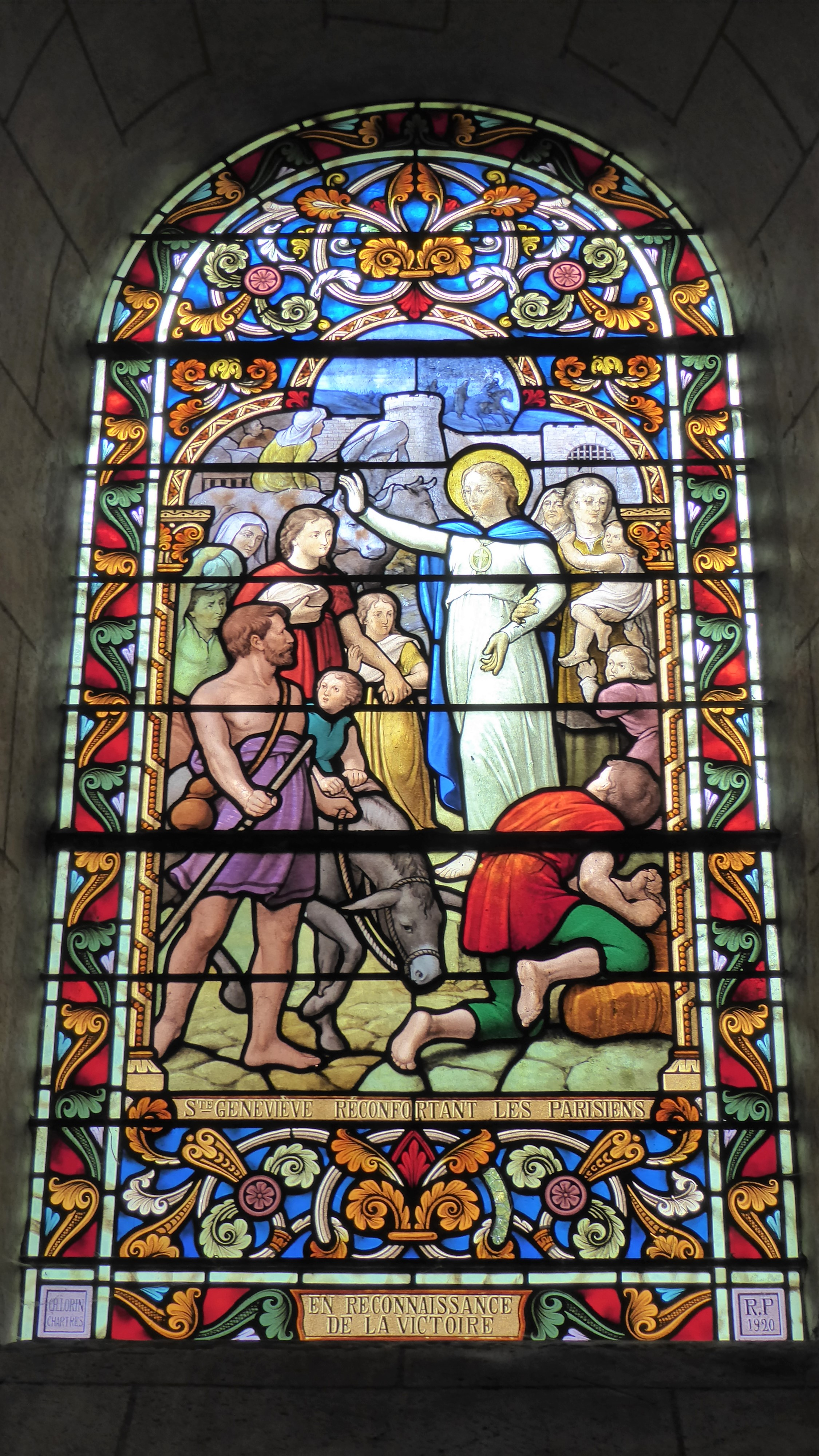
Vitrail Sainte Geneviève, 1920.

#### Éolienne de Nogent-le-Phaye

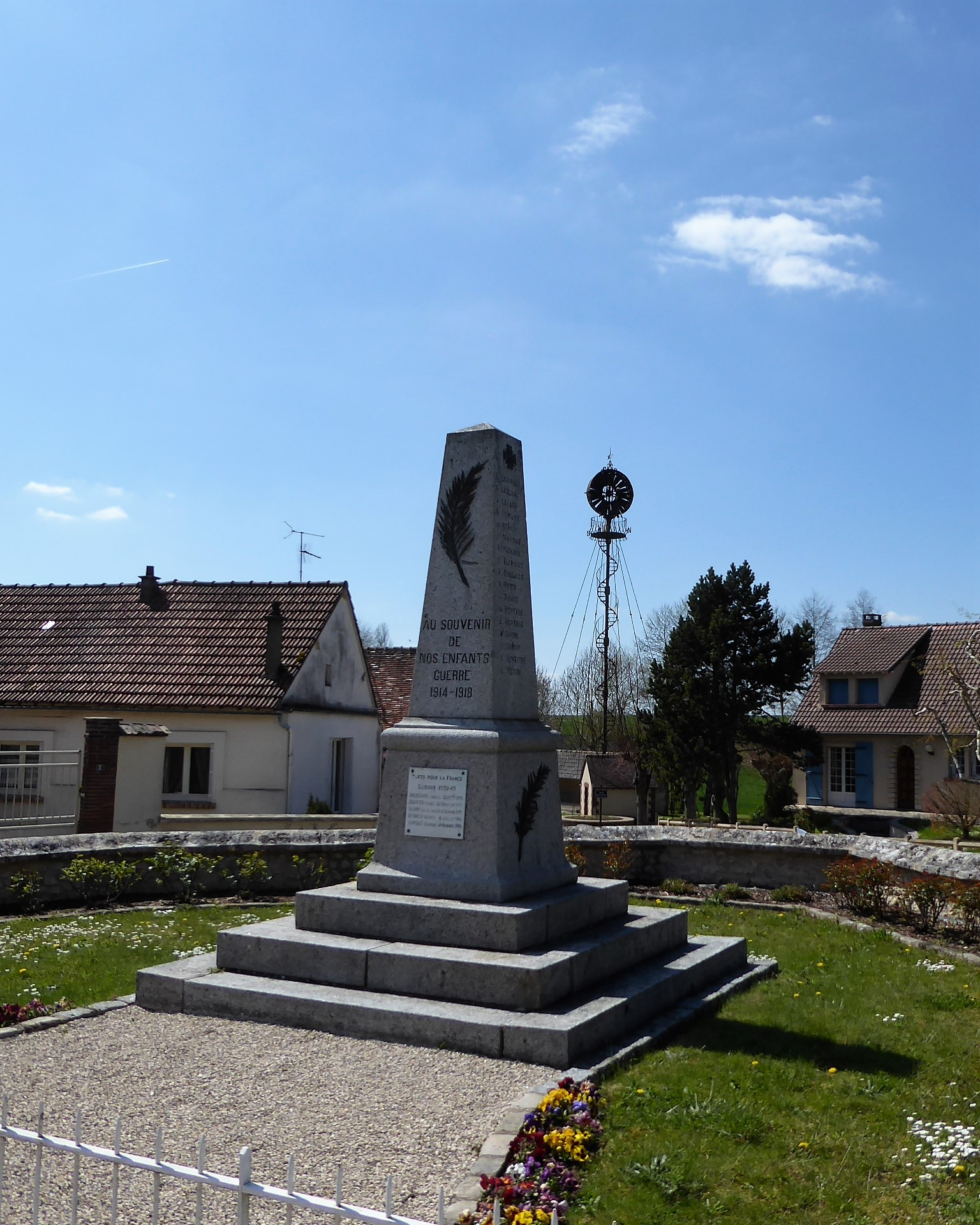
Monument aux morts et ancienne éolienne.

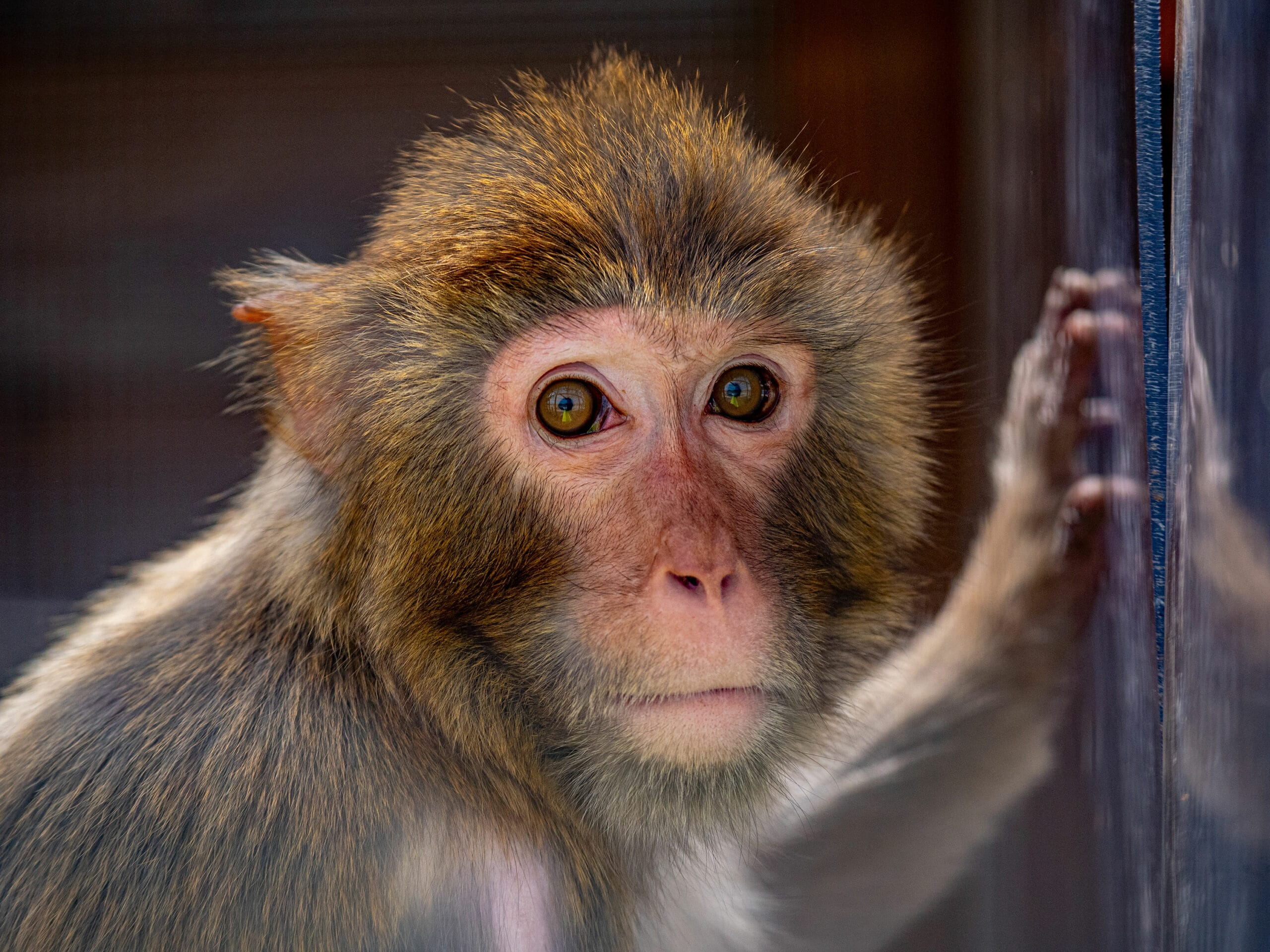
Cannelle, pensionnaire de la Tanière.

L'éolienne de Nogent-le-Phaye, inscrite au titre de monument historique, est l'emblème de la commune.
Elle fut inaugurée le 23 octobre 1898. Elle est parfois appelée l'éolienne Bollée du nom de ses créateurs : Ernest Bollée et son fils Auguste, originaires du Mans. Elle servait alors à remonter de l'eau, pour remplacer les anciennes fontaines du villages depuis plusieurs années à sec et pour irriguer les terres alentour. L'éolienne disposait également d'un moteur et pouvait s'orienter automatiquement pour prendre le plus de vent possible ou pour se protéger des tempêtes.
Malheureusement, le rentabilité et la fiabilité de l'éolienne n'était pas sans failles et, aujourd'hui, elle ne fonctionne plus.

#### Autres lieux et monuments
- Le monument aux morts, situé en face de l'église ;
- La place Armand-May, anciennement place du Noyer, est la place principale du village où se déroulent les animations associatives de la commune. Autour de cette place ombragée, les commerçants de proximité font vivre le village au quotidien ;
- La place du Tertre, lieu emblématique, qui se trouve au plein milieu du village, où les habitants aiment venir jouer à la pétanque ;
- L'allée des Moitiés, une des nombreuses rues de Nogent-le-Phaye ;
- Le zoo-refuge de la Tanière.

### Personnalités liées à la commune

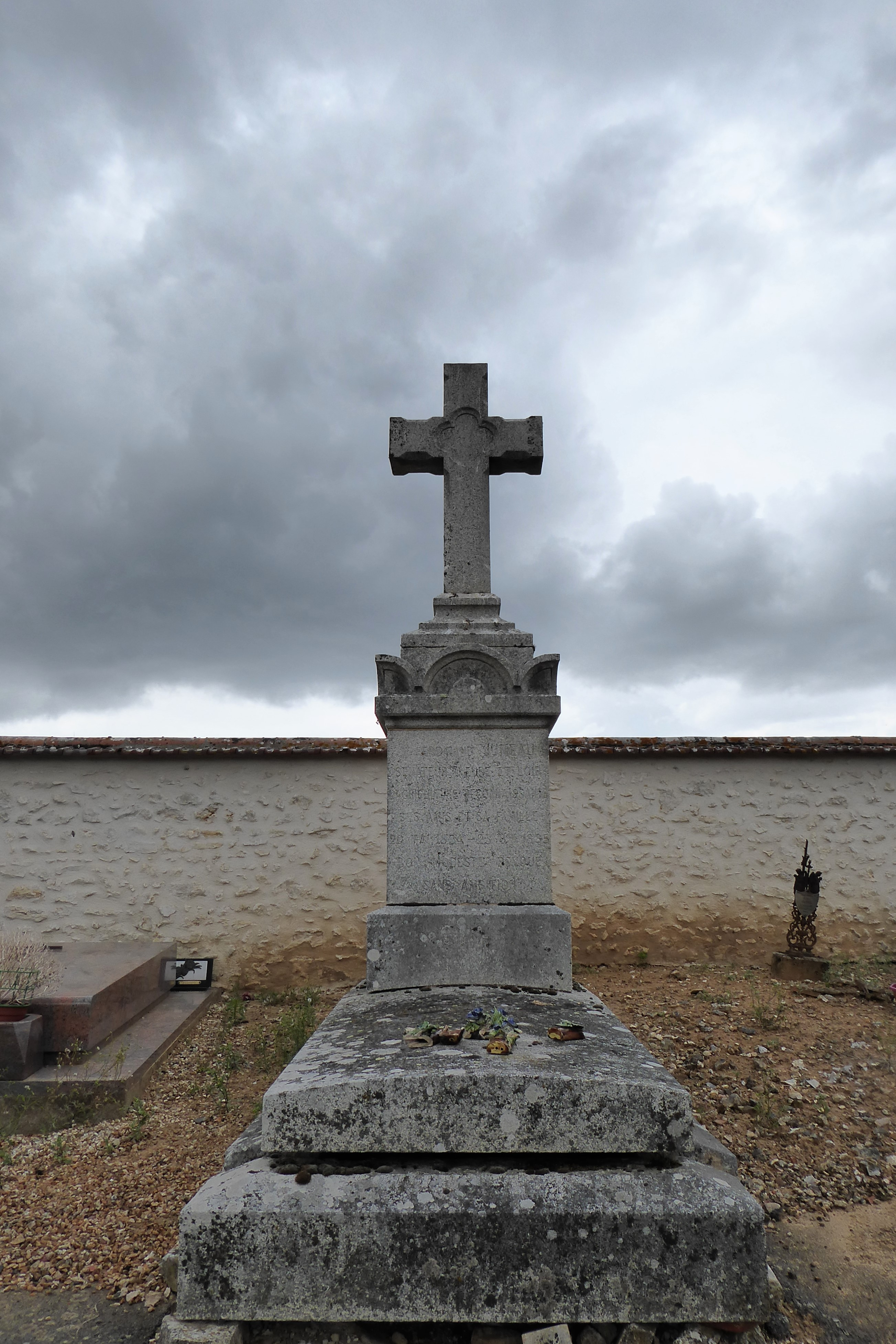
Sépulture de Ferdinand Jumeau.

- Joseph Delacroix-Frainville (1749-1831), député d'Eure-et-Loir de 1819 à 1823, propriétaire du domaine de la Boissière. Une rue de Nogent-le-Phaye porte son nom ;
- Beau-François, chef de la bande d'Orgères. Il pourrait être né à Nogent-le-Phaye :

« Un témoin, Germain Lecomte, affirme au juge d'instruction connaître Le Beau-François. Il assure qu'il est le fils de François Richard et originaire de Nogent-le-Phaye.
Il pourrait donc s'agir de Louis Jérémie Richard, né le 14 septembre 1771, de François Richard et de Marie-Louise Bouchard. Or, on ne trouve aucune trace de son mariage ni de son décès dans cette commune. Mais une autre piste semble plus sérieuse. Le Beau François pourrait être le fils de Jean Richard, berger, né le 4 juillet 1738 à Nogent-le-Phaye, et de Marie-Anne Lefevre, fille de laboureur, née dans la même commune, le 15 novembre 1737. Le couple marié le 19 novembre 1765 à Nogent aura cinq enfants dont des jumeaux morts en bas âge. Ceux qui arriveront à l'âge adulte sont Jean François, né le 10 décembre 1766 et qui fera souche à Nogent-le-Phaye, Pierre Augustin, né le 1er août 1769 et Marie Anne Adélaïde, née le 24 août 1772, restée célibataire.
Pierre-Augustin Richard pourrait donc être celui surnommé François, du nom de François Gautier, selon une pratique courante à l'époque » ;
- Jean François Jannyot (1756-1845), avocat au Parlement de Paris puis avocat à Chartres, chevalier de la légion d'honneur[30], président du Tribunal de première instance de l'arrondissement de Chartres, vice-président de la commission administrative des hospices de Chartres. Il fut maire de Nogent-le-Phaye (1809)[31] ;
- Ferdinand Jumeau (1824-1885), sénateur d'Eure-et-Loir, vécut à Nogent-le-Phaye et y est mort ;
- Pierre Bérégovoy (1925-1993), homme politique, possédait une résidence secondaire à Nogent-le-Phaye.

### Citation littéraire
« Un peu plus tard, ils traversèrent des villages dont les noms chantaient comme des poèmes à Jeanne : Occonville, Umpeau, Cherville, Villiers-les-Bois, Houville-la-Branche, Nogent-le-Phaye. »

— Michèle Sarde, Histoire d'Eurydice pendant la remontée, Paris, Seuil 1991, page 69-70.